# I'm Alive and on Fire
I'm Alive and on Fire är ett samlingsalbum av den  kanadensiska rockgruppen Danko Jones, utgivet på CD 2001 på skivbolaget Bad Taste Records och på LP samma år av Bad Taste Records och tyska Supermodern Records. Skivan innehöll flera låtar från gruppens tidigare utgivna EP-skivor.

## Låtlista
Alla låtar är skrivna av Danko Jones.
1. "Rock Shit Hot" – 1:27
2. "Samuel Sin" – 1:19
3. "Bounce" – 3:05
4. "Sugar Chocolate" – 1:54
5. "I'm Alive and on Fire" – 1:16
6. "The Mango Kid" – 3:33
7. "Sex Change Shake" – 2:11
8. "Cadillac" – 2:10
9. "Dr. Evening" – 2:39
10. "Too Much Trouble" – 1:07
11. "New Woman" – 1:44
12. "Womanbound" – 2:39
13. "My Love Is Bold" – 4:54

## Singlar

### Bounce
1. "Bounce" – 3:05
2. "I'm Alive and on Fire" – 1:16

### Fotnoter
1. ↑  ”I'm Alive and on Fire”. Discogs.com. http://www.discogs.com/Danko-Jones-Im-Alive-And-On-Fire/master/280520. Läst 5 maj 2012.